# Куреньга
Куреньга — река в Мурманской области России. Протекает по территории городского округа город Оленегорск с подведомственной территорией. Впадает в озеро Имандра.
Длина реки составляет 5,6 км. Площадь бассейна 524 км².
Берёт начало в озере Пермусозеро на высоте 141,5 м над уровнем моря. Протекает по лесной, местами болотистой местности. Порожиста. В среднем течении проходит через озеро Круглое. Впадает в озеро Имандра на высоте 127 м над уровнем моря. Скорость течения у устья 0,2 м/с. Через Куреньгу перекинуты автомобильный и железнодорожный мосты, есть также подвесной пешеходный мост. На реке расположен населённый пункт Путевые усадьбы 1331 км.

## Данные водного реестра
По данным государственного водного реестра России относится к Баренцево-Беломорскому бассейновому округу, водохозяйственный участок реки — река Нива включая озеро Имандра. Речной бассейн реки — бассейны рек Кольского полуострова и Карелии.
Код объекта в государственном водном реестре — 02020000312101000010324.